# Kurmanbek Bakijev
Kurmanbek Bakijev (Jabala, 1949. augusztus 1. –) kirgiz politikus, 2005–2010 között elnök.

## Kirgizisztán elnöke
2005-ben megnyerte az újrarendezett választásokat. 2007-ben törvénymódosítás miatt elvesztette népszerűségét. 2010-ben kitört az áprilisi forradalom, ami miatt Bakijev külföldre menekült.

## Családja
Nős, két gyermeke van.